# Marquesado de Llanzol
El marquesado de Llanzol es un título nobiliario español creado por Carlos II el 28 de julio de 1690, por elevación de la baronía de Gilet, conformado territorialmente por su término municipal. Fue otorgado a Pedro Arnaldo Llanzol de Romaní y Rabasa de Perellós, barón del lugar.

## Antecedentes
Los Baronía de Gilet, fundada en el siglo XV, pertenecía a la familia Català desde el siglo XIV. Pere Guillem Català, último señor de este apellido fallece siendo una de sus hijas, Juana Català, monja, la poseedora del título. Su hermana menor Leonor Català casó con el VI señor de Vilallonga, Berenguer Llanzol de Romaní y Safont y heredó el título de barón su hijo primogénito, Mateu Llanzol de Romaní y Català. Durante generaciones gobernaron los Llanzol el pueblo de Gilet. En 1690, el rey Carlos II por haber sido esta familia comprometida con la corona durante tantos siglos, elevó dicha baronía a marquesado con el nombre de marquesado de Llanzol. En el siglo XIX. murió la última poseedora del título sin descendencia. En 1925, el rey Alfonso XIII rehabilitó el título y lo concedió a Francisco Díez de Rivera y Casares, descendiente de los barones de Gilet, quien a día de hoy sigue ostentando su familia el título nobiliario.

## Los marqueses de Llanzol
- Pedro Arnaldo Llanzol de Romaní y Rabasa de Perellós (1635-1697), I marqués de Llanzol[3] y IX señor de Gilet

Le sucedió su hijo:
- Mateo Francisco Llanzol de Romaní y Pastor (1668–1723), II marqués de Llanzol[3] y X señor de Gilet.

En 1751, le sucedió su hijo:
- Francisco Pascual Llanzol de Romaní y Cabanilles (1725-1762), III marqués de Llanzol[3] y XI señor de Gilet:

Sucedió su hijo en 1762:
- Pascual Llanzol de Romaní, IV marqués de Llanzol.[3]

Rehabilitación en 1925
- Francisco de Paula Díez de Rivera y Casares (Santander, 29 de agosto de 1890-Madrid, 21 de febrero de 1972), V marqués de Llanzol,[2][4] coronel de caballería, caballero de la Orden de Calatrava y caballero maestrante de Sevilla.[4] Era hijo de Alfonso Díez de Rivera y Muro (m. 19 de junio de 1933), IV conde de Sanafé y marqués pontificio de Valeriola,[5] y de su esposa Ramona Casares y Bustamante.[6]

Casó, el 12 de febrero de 1936, con Sonsoles de Icaza y León (1914-1996), hija de Francisco de Asís de Icaza y Beña y de Beatriz de León y Loynaz.  Sucedió su hijo:
- Francisco de Paula Díez de Rivera y de Icaza, VI marqués de Llanzol,[7] caballero maestrante de Sevilla y caballero de la Orden de Calatrava.[7]

Caso, en mayo de 1971, en Madrid, con Rosario Giménez y Elizalde. Son los padres de Alejandra Díez de Rivera y Giménez (n. 27 de diciembre de 1976), casada en 2004 con Hadrien de Montferrand y Tavernost, hijo del conde Bernard de Montferrand y de su esposa Catherine de Tavernost.